# Superammasso Super-CLASS
Il Superammasso Super-CLASS (da Super-CLuster Assited Shear Survey) è un superammasso di galassie situato in direzione della costellazione dell'Orsa Maggiore distante circa 2,5 miliardi di anni luce dalla Terra.
Il superammasso è situato in un'area definita Super-CLASS Field che copre un'estensione di circa 1,75 gradi quadrati ed è formato da cinque ammassi di galassie Abell: Abell 968, Abell 981, Abell 998, Abell 1005 e Abell 1006.
| Nome       | R.A. (J2000)  | Dec (J2000)  | Numero galassie | Redshift (z) | Distanza in milioni di anni luce | Nomi alternativi                       |
| ---------- | ------------- | ------------ | --------------- | ------------ | -------------------------------- | -------------------------------------- |
| Abell 968  | 10h 21m 09.5s | +68° 15′ 53″ | 66              | 0,1954       | 2,298                            | ZwCl 1017.2+6829, BAX 155.2896+68.2648 |
| Abell 981  | 10h 24m 24.8s | +68° 06′ 47″ | 126             | 0,2018       | 2,364                            | ClG 1020.7+6820, RX J1024.3+6805       |
| Abell 998  | 10h 26m 17.0s | +67° 57′ 44″ | 123             | 0,2031       | 2,377                            | BAX 156.5709+67.9622                   |
| Abell 1005 | 10h 27m 29.1s | +68° 13′ 42″ | 81              | 0,2003       | 2,348                            | ZwCl 1023.7+6826, BAX 156.8713+68.2283 |
| Abell 1006 | 10h 27m 37.1s | +67° 02′ 41″ | 79              | 0,2043       | 2,369                            | ZwCl 1023.1+6715, BAX 156.9048+67.0448 |